# Малые Клестята
Малые Клестята — деревня в Пермском районе Пермского края. Входит в состав Лобановского сельского поселения.

## География
Деревня расположена на реке Буртымка (приток реки Мулянка), примерно в 3,5 км к юго-востоку от административного центра поселения, села Лобаново и 19,5 км к югу от Перми.

## История
В 1962 г. указом Президиума Верховного Совета РСФСР деревня Собаки переименована в Малые Клестята.

## Население
| 2010 |
| ---- |
| 34   |

## Улицы[3]
- Березовая ул.
- Набережная ул.
- Центральная ул.

## Топографические карты
- Лист карты O-40-77 Юг. Масштаб: 1 : 100 000. Состояние местности на 1983 год. Издание 1985 г.